# ناتاليا فوروبييفا
ناتاليا فوروبييفا (مواليد 27 مايو 1991) هي لاعبة مصارعة حرة روسية، فازت بالميدالية الذهبية في وزن 72 كج في أولمبياد 2012  وبالفضية في وزن 69 كم في أولمبياد 2016.

## وصلات خارجية
- ناتاليا فوروبييفا على موقع قاعدة بيانات المصارعة الدولية (الإنجليزية)
- ناتاليا فوروبييفا على موقع أوليمبيديا (الإنجليزية)